# Локални избори у Босни и Херцеговини 2016.
Локални избори у Босни и Херцеговини 2016. одржани су 2. октобра. У Централни бирачки списак уписано је укупно 3.263.906 бирача. Локални избори су спровођени за:
- 74 општинска вијећа у Федерацији Босне и Херцеговине,
- 57 скупштина општина у Републици Српској,
- 131 начелника општине у Босни и Херцеговини,
- 4 градска вијећа у Федерацији Босне и Херцеговине (Бихаћ, Тузла, Зеница и Широки Бријег),
- 6 скупштина градова у Републици Српској (Приједор, Бијељина, Бања Лука, Добој, Зворник и Требиње),
- 10 градоначелника градова у Босни и Херцеговини и
- Скупштину Брчко дистрикта Босне и Херцеговине.

Осим 131 начелника и 10 градоначелника на Локалним изборима 2016. године бира се и 3.136 вијећника/одборника, од чега 26 представника националних мањина. Овјерено је укупно 30.445 кандидата, од чега 418 кандидата за начелнике/градоначелнике, 29.884 кандидата за општинска вијећа односно скупштине општина или градска вијећа односно скупштине града и скупштину Брчко Дистрикта БиХ, те 143 кандидата представника националних мањина. Укупно у БиХ је формирано 5.469 бирачких мјеста и 318 мобилних тимова.
На изборима је учествовало 451 политичких субјекта од чега:
- 102 политичке странке;
- 103 коалиције;
- 171 независни кандидат;
- 17 листи независних кандидата;
- 52 независна кандидата у име 52 групе грађана и
- 6 независних кандидата у име 6 удружења грађана.